# Departamento de Capital (kommun i Tucumán)
Departamento de Capital är en kommun i Argentina.   Den ligger i provinsen Tucumán, i den norra delen av landet, 1 100 km nordväst om huvudstaden Buenos Aires. Antalet invånare är 527 607. Arean är 90 kvadratkilometer.
Terrängen i Departamento de Capital är platt.
Runt Departamento de Capital är det i huvudsak tätbebyggt. Runt Departamento de Capital är det ganska tätbefolkat, med 155 invånare per kvadratkilometer.